# Fitzpatrick (Alabama)
Fitzpatrick es un lugar designado por el censo ubicado en el condado de Bullock en el estado estadounidense de Alabama. En el año 2010 tenía una población de 83 habitantes.

## Geografía
Fitzpatrick se encuentra ubicado en las coordenadas 32°13′1.2″N 85°53′20.4″O / 32.217000, -85.889000.